# Беркли (Мисури)
Беркли (енгл. Berkeley) град је у америчкој савезној држави Мисури.

## Демографија
По попису из 2010. године број становника је 8.978, што је 1.085 (-10,8%) становника мање него 2000. године.
| Група             | 2000.         | 2010.         |
| Белци             | 2.038 (20,3%) | 1.154 (12,9%) |
| Афроамериканци    | 7.717 (76,7%) | 7.346 (81,8%) |
| Азијати           | 37 (0,4%)     | 33 (0,4%)     |
| Хиспаноамериканци | 109 (1,1%)    | 312 (3,5%)    |
| Укупно            | 10.063        | 8.978         |